# Alena Čermáková
Alena Čermáková (28. února 1926 Kralupy nad Vltavou – 23. prosince 2010 Praha) byla česká malířka a grafička, představitelka československého socialistického realismu.

## Životopis
Narodila se 28. února 1926 jako jediné dítě Josefa a Marie Čermákových. Její otec byl úředník v městské spořitelně a matka byla vyučená švadlena, žena v domácnosti. V roce 1937 Alena nastoupila na Reálné gymnázium Antonína Dvořáka v Kralupech. Doba studia však byla významně poznamenána vězněním jejího otce, který byl v srpnu 1940 zatčen gestapem a uvězněn v Terezíně, protože organizoval a velel protinacistickému vojensko-sokolskému odboji v Kralupech. Alena s matkou kvůli otcově uvěznění čelily hmotné nouzi a strachu o jeho osud. Už v tomto období se projevoval Alenin výtvarný talent. Do svých raných kreseb vyobrazovala touhu po návratu otce i svůj smutek. Josef Čermák po několika přesunech do různých vězení zemřel 25. března 1943 v koncentračním táboře v Budyšíně.

### 1945–1950: Studium na AVU
Alena dokončila gymnázium s vyznamenáním v roce 1945. Její další cesta směřovala do Prahy na Akademii výtvarných umění, kam úspěšně složila zkoušky a nastoupila do ateliéru figurální malby profesora Jakuba Obrovského, později Karla Mináře. Po celou dobu studia žila s matkou v Kralupech a do Prahy dojížděla. V tíživé finanční situaci dostávala studijní stipendium a podporovala ji matka, která nastoupila v roce 1949 do zaměstnání v okresní spořitelně. Do roku 1949 studovala u profesora Obrovského, který učil realistický způsob malby podle vzorů Josefa Mánesa a Maxe Švabinského a odmítal moderní styly. Po je ho smrti v roce 1949 nastoupil na jeho místo Karel Minář, který v této době maloval válečné a lidové náměty. Oba profesoři malovali náměty přijatelné pro komunistický režim, protože navazovaly na realistickou malbu 19. století, která byla prosazována jako vzor. Alena Čermáková byla ve svém studiu úspěšná. Již ve studijním roce 1945/1946 získala čestné uznání za portrét dvou dětí a stejně tak o dva roky později. Ve 2. ročníku vyhrála školní soutěž, za kterou obdržela odměnu 1300 Kčs. V roce 1949 byla účastnicí školní výstavy s názvem První kolektivní cestou, a ve stejném roce získala ocenění za kolektivní práci. Aktivně se účastnila zahraničních zájezdů, které se staly inspirací v její tvorbě. V prvním ročníku byla čtyři týdny na letním táboře ve Švýcarsku a v roce 1948 odjela na Mezinárodní týden umění v Belgii. Ve stejném roce navštívila také Jugoslávii. Závěr studia jí zkomplikovala péče o nemocnou matku, o kterou se musela starat a doprovázet ji na ozdravné pobyty. Studium dokončila v roce 1950. Její absolventská práce nesla název Dobývání rašeliny na Blatech.
Čermáková kolem roku 1944–1945 pracovala v Dobiášově továrně na zpracování korku. Kralupy nad Vltavou byly silně průmyslové město, což Alenu přirozeně ovlivnilo ve volbě námětů pro její tvorbu. Pocházela z dělnického prostředí a byla členkou několika mládežnických spolků, ke kterým měla blízký vztah. Především v její plakátové tvorbě je viditelná snaha vystihnout tehdejší oficiální státní zakázku a dostát požadavkům socialistického realismu, čímž se připojila k tehdejšímu duchu budovatelského optimismu.

### Doba po studiu
Po dokončení studií na Akademii výtvarných umění v Praze dostala v roce 1950 významnou nabídku ke spolupráci na monumentálním obraze Díkuvzdání československého lidu generalissimu J. V. Stalinovi. Zakázku na vytvoření obrazu zadalo Ministerstvo zemědělství a obraz měl reprezentovat Československo na Zemědělské výstavě v Moskvě v roce 1951. Zprostředkovatelem zakázky byl Jan Čumpelík, přední představitel socialistického realismu, který oslovil ke spolupráci Alenu Čermákovou a malíře Jaromíra Schoře, kvůli časové náročnosti práce na rozměrném díle (870×800 cm). Čumpelík měl na Alenu Čermákovou významný vliv a formoval její umělecký výraz na následující desetiletí. Obraz Díkuvzdání československého lidu generalissimu J. V. Stalinovi byl veřejně představen na výstavě Československo-sovětského přátelství ve výtvarném umění, v rámci měsíce Československo-sovětského přátelství a 35. výročí Velké říjnové socialistické revoluce na Slovanském ostrově, pořádanou Ústředním svazem československých výtvarných umělců. Dobová kritika dílu vytýkala nadpřirozený, až náboženský chrakter připodobňovaný barokním oltářům a také nereálnost prostředí. Od skončení výstavy je dílo nezvěstné.
Práce na obraze Díkuvzdání československého lidu generalissimu J. V. Stalinovi nebylo pro Čermákovou žádným významným tvůrčím posunem jako spíš řemeslnou rutinní prací. Na druhou stranu ji spolupráce a spřátelení s Janem Čumpelíkem a účast na vytváření oficiální zakázky otevřely dveře k dalšímu uplatnění.

### 1953–1960: Armádní výtvarné studio
V roce 1953 Čermáková, Čumpelík a Schoř vstoupili do Armádního výtvarného studia (AVS), přičemž se Čermáková přestěhovala s matkou do Prahy, kde zůstala až do konce života. Armádní výtvarné studio bylo založeno jako umělecká složka Československé lidové armády na sklonku roku 1952, podle sovětského vzoru Grekovova studia. Ve Studiu byl striktně prosazován socialistický realismus v nejčistší podobě a náměty se podřizovaly vojenským nařízením. Výtvarníci měli za úkol se co nejvíce a důvěrně seznámit s prostředím a životem vojáků a inspirovat se jím pro svá díla. Členové studia dostávali předem zadaná témata, která měli vyobrazit. Základem výběru umělců do AVS byly nejen výtvarné výsledky, ale i politické smýšlení. Svým členům poskytovalo velkorysé materiální a finanční zabezpečení, ale i možnosti zahraničních výjezdů, které si Čermáková velmi oblíbila. Čermáková v AVS působila od roku 1953 do roku 1960 a za tuto dobu vytvořila 28 obrazů, 20 kreseb a podílela se na desítkách kolektivních děl. Vytvořila také návrhy desítek plakátů k nejrůznějším politickým výročím. Všechna díla jsou buď ideologická nebo s vojenskou tematikou. Za svá díla se však uznání, během tohoto působení, nedočkala. Všechna její díla se stala předmětem kritiky, ale stejně tak se kritika na konci 50. let snesla na celou produkci Armádního výtvarného studia, kterému byla vyčítána přílišná angažovanost na úkor umělecké kvality děl.

### 60. léta
V roce 1960 Alena Čermáková odešla z Armádního výtvarného studia. Odchod odůvodnila touhou věnovat se námětům z vesnického života. V rozhovoru s Prokopem Hugem Tomanem uvedla, že „...odešla hledat na venkov poesii všedního dne“. Ve stejném roce také uspořádala první samostatnou výstavu s názvem Bojovou cestou, čímž uzavřela své období v Armádním výtvarném studiu, prezentací děl, které při svém působení zde vytvořila. Výstava se konala v síni Svazu československo-sovětského přátelství v době oslav 15. výročí osvobození Československa. Úvodní slovo katalogu napsal generál Ludvík Svoboda, kterého v roce 1959 Čermáková portrétovala.
S odchodem z AVS se její rukopis uvolnil a také se proměnil její kolorit. Podnikla mnoho studijních zájezdů do Finska, Egypta, Itálie, Německé demokratické republiky, Rumunska a cestovala i po tuzemsku. Výrazným životním zážitkem pro ni byla cesta do Uzbekistánu. V 2. polovině 60. let se vydala také do oblasti slovenského Horehroní a mezi Lužické srby, kam se později znovu vracela. Od roku 1963 pobývala na Litoměřicku, kde vznikl její cyklus Zahrada Čech skládající se z osmi děl – Opylování jabloní, Postřik chmele, Před noční směnou, Letní zelí, Třídění jablek, Sklizeň květinových semen, Olamování mrkve II. a Poslední leč. Obrazy z cyklu Zahrada Čech byly vystaveny v Galerii výtvarného umění v Litoměřicích až po deseti letech od jejich dokončení v roce 1973. V 70. letech nabídla Armádnímu výtvarnému studiu celé své obrazové cykly, výhradně s vojenskou tematikou, které se nyní nachází ve Vojenském historickém ústavu.
V roce 1972 se Čermáková provdala. V roce 1976 byla jmenována zasloužilou umělkyní. V roce 1977 podepsala Antichartu. Následující desetiletí malovala zejména květiny a zátiší.
Zemřela 23. prosince 2010 v Praze.

## Politické smýšlení
Čermáková byla od roku 1951 členkou komunistické strany, ve které vystřídala různé funkce (jednatel, předseda) a byla i členkou mnoha mládežnických spolků. Poznamenána tragickou ztrátou otce, Čermáková chtěla věřit, že komunismus přinese svobodu a mír. Sama se toužila aktivně zapojovat prostřednictvím své tvorby do budování socialistických hodnot pro lepší budoucnost. Svou tvorbu z 50. let nikdy neodsoudila, ale dle kurátora výstavy v Želči z roku 2013, Pavla Šmidrkala, Čermáková odmítala za svého života díla z tohoto období vystavit po roce 1989.

## Dílo (výběr)
- Dobývání rašeliny na Blatech (1949), dílo nezvěstné
- Soudruh Rajtora vypravuje o svém zájezdu do Sovětského svazu (1950–1951), olej na plátně, 200×320, Národní zemědělské muzeum[7]
- Díkuvzdání československého lidu generalissimu J. V. Stalinovi (1951), 870×800, dílo nezvěstné
- Portrét generála Ludvíka Svobody (1959), olejová tempera na sololitu, 100×80, Vojenský historický ústav

- Zahrada Čech (cyklus, 1963)
  - Opylování jabloní, olejová tempera na plátně, 89×130
  - Postřik chmele, olejová tempera na plátně, 89×130
  - Před noční směnou, olejová tempera na plátně, 89×130, Galerie středočeského kraje
  - Letní zelí, olejová tempera na plátně, 89×130, Galerie středočeského kraje
  - Třídění jablek, olejová tempera na plátně, 89×130
  - Sklizeň květinových semen, olejová tempera na plátně, 89×130
  - Olamování mrkve II, olejová tempera na plátně, 89×130
  - Poslední leč, olejová tempera na plátně, 89×130
- Slovenské národní povstání (cyklus, 70. léta)
- Polomská vzpoura 1932
- Plamenná léta (cyklus, 1975)

## Výstavy
- 1950–1951 – Výtvarná úroda, Dům výtvarného umění, Praha
- 1951 – I. přehlídka československého výtvarného umění, Jízdárna Pražského hradu
- 1952 – Československo-sovětské přátelství ve výtvarném umění, Slovanský ostrov
- 1953 – II. přehlídka československého výtvarného umění, Jízdárna Pražského hradu
- 1953 – IV. světový festival mládeže a studentstva, Bukurešť
- 1954 – Výstava československého výtvarného umění, Akademie umění, Moskva; Ruské museum, Leningrad
- 1955 – V. světový festival mládeže a studentstva, Varšava
- 1955–1956 – 10 let Československé lidově demokratické republiky ve výtvarném umění, Jízdárna Pražského hradu
- 1956 – Budování a obrana vlasti, Jízdárna Pražského hradu
- 1960 – Bojovou cestou, Síň SČSP, Praha
- 1965 – Výstava z cesty po sovětské Střední Asii, Síň SČSP, Praha
- 1966 – Výstava z cesty po sovětské Střední Asii, Východoslovenská galérie, Košice
- 1966 – Von Freuden gesehen, Budišín, Senftenberg, Weissenberg, Hoyerswerda
- 1967 – Umělci k výročí Října, Park kultury a oddechu J. Fučíka, Praha
- 1967 – Alena Čermáková o NDR, Igeborg Voss o ČSSR, Kulturní středisko NDR, Praha
- 1967 – Alena Čermáková o NDR, Igeborg Voss o ČSSR, Kulturní středisko, Kralupy nad Vltavou
- 1968 – Po choníčkoch priatelstva, Síň SČSP, Bratislava
- 1968 – Alena Čermáková und Ingeborg Voss, Genossenschaft der bildender Künstler, Berlín

### Posmrtné výstavy
V roce 2013 byla Aleně Čermákové uspořádána výstava v Galerii Špejchar v Želči na Táborsku. Výstava budila vzhledem k tématům bolševické propagandy u veřejnosti rozporuplné reakce. V roce 2020 proběhla na zámku Kačina výstava Obraz zemědělství v socialistickém realismu, které dominoval monumentální obraz Aleny Čermákové Soudruh Rajtora vypravuje o svém zájezdu do Sovětského svazu.
Slovenská národní galerie se v roce 2021 rozhodla věnovat tématu socialistického realismu s projektem Akcia ZET (19. listopad 2020 – 31. prosinec 2021). V rámci projektu vznikala během probíhání výstavy pod dohledem veřejnosti v prostoru dvorany Esterházyho paláce v Bratislavě, rekonstrukce ztraceného obrazu Díkuvzdání československého lidu generalissimu J. V. Stalinovi v originálním formátu 870×800 cm. Repliku vytvořil malíř Marcel Meliš, který pro pochopení působení tohoto díla považoval za zásadní právě jeho mimořádnou velikost. Výstava se vztahovala k aktuálním tématům propagandy, k fake news, reklamě nebo kontrole společnosti prostřednictvím nových technologií. Cílem bylo také ukázat, jak jsou pro dějiny umění důležité i „špatné“ obrazy, jichž se nedlouho po jejich vzniku samo jejich okolí pokoušelo zbavit.